# 118230 Садо
118230 Садо (118230 Sado) — астероїд головного поясу, відкритий 30 листопада 1996 року.
Тіссеранів параметр щодо Юпітера — 3,278.
Названо на честь Садо (яп. さど(佐渡) садо).